# سیارک ۱۲۵۴۲
سیارک ۱۲۵۴۲ (به انگلیسی: 12542 Laver، نامگذاری:1998PN1) دوازده هزار و پانصد و چهل و دومین سیارک کشف شده‌است که در ۱۰ اوت ۱۹۹۸ کشف شد.
قدر مطلق سیارک برابر ۱۴٫۰۰ است.